# Санаулла, Рана
Рана Санаулла Хан (пенджаби, урду  رانا ثناء اللہ خاں‎‎, род. 1 января 1950) — пакистанский политик, занимавший пост 39-го министра внутренних дел Пакистана. Был членом Национальной ассамблеи Пакистана с августа 2018 года. Является старшим членом PML-N и президентом PML-N в провинции Пенджаб  с 4 мая 2019 года. Прежде чем быть избранным в Национальную ассамблею Пакистана, Санаулла пять раз избирался в провинциальную ассамблею Пенджаба и работал в высокопоставленных министерствах провинции.
Ранее он занимал должности министра юстиции и парламентских дел Пенджаба с 2008 по 2018 год, министра местного самоуправления и общественного развития Пенджаба с 2008 по 2014 год, министра доходов Пенджаба с 2008 по 2013 год, министра государственной прокуратуры Пенджаба с 2008 по 2013 год, и заместителя лидера оппозиции (Пенджаб) с 1990 по 1993 год и снова с 2002 по 2007 год.

## Молодость и семья
Родился 1 января 1950 года в Фейсалабаде и приходится двоюродным братом бывшему главному судье Пакистана Ифтихару Мухаммаду Чаудри.

## Политическая карьера
Был избран в провинциальную ассамблею Пенджаба в качестве кандидата от Пакистанской народной партии (ПНП) на всеобщих выборах в Пакистане в 1990 году.
Переизбран в провинциальную ассамблею Пенджаба в качестве кандидата от Пакистанской мусульманской лиги (Наваз) (PML-N) на всеобщих выборах в Пакистане 1997 года.
Был переизбран в провинциальную ассамблею Пенджаба от PP-70 (Фейсалабад-XX) в качестве кандидата от (PML-N) на всеобщих выборах в Пакистане 2002 года. Также был избран лидером оппозиции Пенджабской провинциальной ассамблеи . В 2003 году был похищен предполагаемой разведывательной службой Inter-Services Intelligence (ISI) и подвергся жестоким пыткам за выступления против военного режима. На разных фотографиях, опубликованных в разных газетах, Рана был без своих "фирменных" усов и с бритой головой. Его знакомые утверждают, что пытки привели к такому стойкому эффекту, что естественный процесс роста волос прервался, и с тех пор его волосы не росли такими густыми, как раньше. После освобождения был впоследствии переведён в больницу DHQ.
Переизбран в провинциальную ассамблею Пенджаба от PP-70 (Фейсалабад-XX) в качестве кандидата от (PML-N) на всеобщих выборах в Пакистане в 2008 году.
Переизбран в провинциальную ассамблею Пенджаба от PP-70 (Фейсалабад-XX) в качестве кандидата от (PML-N) на всеобщих выборах в Пакистане в 2013 году.
Избран в Национальное собрание Пакистана от NA-106 (Фейсалабад-VI) в качестве кандидата от (PML-N) на всеобщих выборах в Пакистане в 2018 году.

## Политические споры

### Уоррен Вайнштейн
В августе 2011 года Санаулла обвинил американского подрядчика в Пакистане Уоррена Вайнштейна в том, что он американский шпион, хотя Вайнштейн прожил в Пакистане семь лет и не было никаких доказательств того, что он был шпионом. Через неделю Вайнштейн пропал без вести и был случайно убит в результате удара американского беспилотника в январе 2015 года по границе Афганистана и Пакистана, как объявил президент США Барак Обама на пресс-конференции в Белом доме 23 апреля 2015 года .

### Инцидент в Модельном городе
17 июня 2014 года полиция Пенджаба совершила налёт на лахорский секретариат под предлогом удаления барьеров безопасности с его окрестностей. Последователи Тахир-уль-Кадри, готовившиеся к его приезду из Канады для начала антиправительственного движения 23 июня 2014 года, выразили протест, и начались стычки со смертельным исходом. Десяток приверженцев Тахир-уль-Кадри были убиты, в том числе три женщины, и около сотни получили серьёзные пулевые ранения. Рана Санаулла, который считается вторым после главного министра, по-прежнему непреклонен в том, что действия полиции были оправданы, что усилило общественный гнев.
После общественной реакции и критики со стороны оппозиции Шахбаз Шариф уволил Рану Санауллу с поста министра юстиции и главного бюрократа Пенджаба. Однако Кадри и другие лидеры оппозиции, включая Имрана Хана, возложили на Шахбаза Шарифа, главного министра Пенджаба, ответственность за гибель мирных жителей от рук полиции и потребовали его отставки. Вина за трагедию была возложена на ключевые фигуры нынешнего правительства, включая премьер-министра, главного министра и Рану Санауллу.
Позже была сформирована совместная следственная группа (JIT) для расследования инцидента. Правительство возглавило JIT, он снова был приведён к присяге в качестве министра юстиции Пенджаба в мае 2015 года.
14 августа 2022 года на политическом митинге под руководством Имрана Хана главный министр Пенджаба Чаудхри Первез Элахи заявил, что позаботится о том, чтобы Санаулла был повешен за убийство беременных женщин.

### Арест силами по борьбе с наркотиками
2 июля 2019 года Силы по борьбе с наркотиками арестовали Санауллу на автомагистрали возле Сухейки по делу о наркотиках. Позднее, 24 декабря 2019 года, суд освободил его под залог. Судья Чаудхри Муштак Ахмед, объявивший о решении, отметил, что «в контексте того, что [заявитель] является активным политическим лидером [одной] оппозиционной партии, этот аспект дела нельзя игнорировать, поскольку политическая виктимизация в нашей стране является секретом Полишинеля».